# Abu Ixaque Ibraim Azarcali
Abu Ixaque Ibraim ibne Iáia Anacaxe Azarcali (Abū Isḥāq Ibrāhīm ibn Yaḥyā an-Naqqāsh az-Zarqālī; Toledo, 1029 – Córdova, 1087), latinizado como Arzaquel, foi um fabricante de instrumentos e um dos líderes da teoria e prática da astronomia islâmica de seu tempo. Embora seu nome seja convencionalmente dado como Azarcali, é provável que a forma correta seja. Ele viveu em Toledo no Reino de Castela, Alandalus (atual Espanha). Seus trabalhos inspiraram uma geração de astrônomos islâmicos no al-Andalus.